# 御宿政友
御宿 政友（みしゅく まさとも）は、戦国時代から江戸時代前期にかけての武将。諱は一般には政友とされるが、他に綱秀、綱貞、正友、正倫など諸説ある。越前守を称す。通称は御宿勘兵衛。

## 略歴
武田家臣・御宿友綱の嫡男。御宿氏は駿東郡の有力領主葛山氏の一門にあたる駿河国駿東郡御宿。
武田信玄・勝頼父子、北条氏政・氏直父子、徳川家康と主君を転々と変えた後に家康の次男である結城秀康に仕えた。秀康には1万石という高禄で召抱えられたという伝承があるが、『結城秀康給帳』によれば「御鉄砲頭衆500石」であったとされ、その他に『続片聾記』の「中納言秀康公御家中」「越前北庄御家中分限御附」「慶長十五年二月越前分限帳」では同じく500石、『国事叢記』では700石、『武家事紀』では800石と記されている。
慶長12年（1607年）に秀康が死去した後は、秀康の後を継いだ松平忠直に仕えたが、忠直と不和になったため、慶長15年（1610年）以降は浪人となった。
慶長19年（1614年）に大坂の陣が始まると豊臣方として大坂城に入り、大野治房を補佐する。これに激怒した忠直は5千石の恩賞を掛けたという話も伝わる。大坂冬の陣では本町橋の夜討ちにおいて塙直之、長岡是季らと共に功名をあげる。また一説には、真田丸に加勢として籠ったともいう。
慶長20年（1615年）、夏の陣の最終戦である天王寺・岡山の戦いにおいて、天王寺口で松平忠直家臣の野本右近に討ち取られた。

## 逸話
- 徳川家康は、大坂夏の陣の前に大坂城に入城した武将の名簿を見て、「浪人衆の中で武者らしいのは、後藤又兵衛と御宿勘兵衛だけだ」と語ったといわれる。（『落穂集』）
- 福井藩の逸話を多数収録した『国事叢記』に拠れば、野本右近と政友は旧知であった。夏の陣の末期、政友は敵方の野本に使者を出し「自分は不肖ながら大坂方の大将の一人として貴殿らに向かっているが、馬に不自由している。ついては忠直様の秘蔵の馬である“荒波”を拝領仕りたき旨、頼み入りたい」と伝えた。野本がこれを忠直に言上すると忠直は「この物言いをどうしてくれようか」と激怒したが、野本がそれをなだめた結果、忠直は政友に荒波を遣わせた。翌日の戦いで政友は荒波に乗って戦場を駆け、討ち死にした。
- 『明良洪範続編』によれば、家康の愛刀として有名な三池典太光世作の「妙純傳持ソハヤノツルキウツスナリ」は御宿氏伝来の刀であるとされる。
- 政友は武田信玄の孫（御宿友綱の実子ではなく、信玄の六男・葛山信貞の子）だという伝説がある。（『摂戦実録』）
- 『葛山家譜』によれば政友は幼少期に、父から勘当されて北条家に移ったと言われるが、武田家滅亡後は親子ともに北条家に仕えているため、もし勘当されたとすれば北条家滅亡後であると考えられる。父の友綱と弟の政綱（御宿源太）は、結城秀康に召し出された勘兵衛と行動をともにせず、政綱はのちに松平忠輝に召し抱えられた。
- 政友は一説に北条家の松田憲秀に仕えたとも言われるが、歴史家の福本日南は『大阪陣』で「松田の家臣となったのではなく、与力として配属されたのを誤解したのではないか」と記している。そのほかにも、福島正則、上杉景勝、黒田長政などにも仕えたという伝承があるが（『大日本野史』『摂戦実録』）、真偽は不明である。
- 江戸中期の軍学者・大道寺友山が著した『落穂集』『越叟夜話』などによれば、依田康勝、天方通綱、永井安盛、御宿勘兵衛、島田右京らは、以前は家康の家来であったが、それぞれ事情があって退去し、牢人していたところ、秀康に招かれ、登用された。秀康は、たとえ徳川家に背いた者であっても、「武士道の乙度（落ち度）」さえなければ己のもとへ招き、世をはばかって名を変えさせることもなく、以前と同じ姓名で仕えさせたという。[4]

## 関連作品
- 簑輪諒『くせものの譜』（学研プラス、2016年）ISBN 978-4-05-406386-0